# Башкирский регион Куйбышевской железной дороги
Башкирский регион Куйбышевской железной дороги(баш. Куйбышев тимер юлының Башҡортостан төбәге)— структурное подразделение Куйбышевской железной дороги. В подчинении региона находятся железнодорожные линии, расположенные в Республиках Башкортостан и Татарстан, Оренбургской и Челябинской областей общей протяженностью 1325 километров, работают 45 станций, открытых для грузовых и коммерческих операций, с численностью сотрудников около 20 тысяч человек.
Управление расположено в городе Уфе по адресу: улица Карла Маркса, д. 69.
Главная грузовая станция — Дёма, главная пассажирская — Уфа. 
Прежнее название: Самаро-Уфимская железная дорога, позднее вошло в Самаро-Златоустовскую железную дорогу и в Куйбышевскую железную дорогу). C 1 июля 2010 года Куйбышевская железная дорога действует в условиях безотделенческой структуры с упразднением Пензенского, Самарского, Башкирского, Ульяновского отделений и Нижнекамского представительства в Республике Татарстан.

## Бывшие разъезды Уфимской железной дороги
В состав Уфимской железной дороги входили следующие разъезды, по которым были названы соответствующие населённые пункты, включенные в Орджоникидзевский район Уфы: 1623 км, 1624 км, 1626 км, 1628 км и 1629 км. На современных картах не указываются. Рядом расположено трамвайное депо № 2, платформа 1629 км.
- 1623 км (почтовый индекс — 450000, код ОКАТО — 80401384000). Внеквартальное расселение. Дом 4 (Муниципальная адресная программа «Развитие застроенных территорий городского округа город Уфа Республики Башкортостан на 2007—2015 годы»[2] входит в программу переселения[3]. По другим данным сносу подлежат дома 1, 2, 4, 5, 6, 7, 21[4]
- 1624 км (почтовый индекс — 450000, код ОКАТО — 80401384000). Внеквартальное расселение. Дома 2, 4 (Муниципальная адресная программа «Развитие застроенных территорий городского округа город Уфа Республики Башкортостан на 2007—2015 годы»[2]. Дома входят в программу переселения[3].
- 1626 км (почтовый индекс — 450000, код ОКАТО — 80401384000). Внеквартальное расселение. Улиц нет. Дома 4, 6, 7, 21 (Муниципальная адресная программа «Развитие застроенных территорий городского округа город Уфа Республики Башкортостан на 2007—2015 годы»[2]Дома входят в программу переселения[3].
- 1628 км (почтовый индекс — 450075, код ОКАТО — 80401385000). Внеквартальное расселение. Улиц нет. Дом остался один. Адрес: 1628 км, дом 1. Дом 1892 года постройки, каркасно-засыпной (Муниципальная адресная программа «Развитие застроенных территорий городского округа город Уфа Республики Башкортостан на 2007—2015 годы»[2]. Дом 19 века входит в программу переселения[3].
- 1629 км (почтовый индекс — 450075, код ОКАТО — 80401385000). Улицы: 1629 км, ул. Дарвина.

Закрытые станции: платформа 2 км.